# Lose Yourself to Dance
Singles de Daft Punk
Get Lucky
(2013) Doin' It Right
(2013)
Singles par Pharrell Williams
ATM Jam
(2013) Happy

("From 

Despicable Me 2")
(2013)
Lose Yourself to Dance est une chanson du duo français Daft Punk, 2e single extrait de leur album studio Random Access Memories. Pharrell Williams et Nile Rodgers participent à la chanson, tout comme sur le single précédent, Get Lucky.

## Clip vidéo
Le clip est dévoilé le 16 septembre 2013. Il est réalisé par Daft Punk, Warren Fu, Paul Hahn et Cédric Hervet
Le groupe Daft Punk y apparait, aux côtés de Nile Rodgers et Pharrell Williams. Ils interprètent la chanson dans une sorte de discothèque ronde, entourés par le public qui danse.

## Classement hebdomadaire
| Classement (2013)                                  | Meilleure position |
| -------------------------------------------------- | ------------------ |
| Belgique (Flandre Ultratop 50 Singles)             | 32                 |
| Belgique (Wallonie Ultratop 50 Singles)            | 38                 |
| États-Unis (Dance/Electronic Songs)                | 13                 |
| États-Unis (Hot Dance Club Songs)[réf. nécessaire] | 1                  |
| France (SNEP)                                      | 31                 |
| Islande (Tónlist)                                  | 12                 |
| Italie (FIMI)                                      | 17                 |
| Royaume-Uni (UK Singles Chart)                     | 59                 |
| Suède (Sverigetopplistan)                          | 42                 |
| Suisse (Schweizer Hitparade)                       | 59                 |

## Historique de sortie
| Pays        | Date         | Format          | Label            |
| ----------- | ------------ | --------------- | ---------------- |
| États-Unis, | 13 août 2013 | Radio diffusion | Columbia Records |
| Italie      | 30 août 2013 |                 | Sony Music       |

## Crédits
- Daft Punk – production, composition, chant[15]
- Pharrell Williams – chant
- Nile Rodgers – guitare
- Nathan East – basse
- John "J.R." Robinson – drums